# 갈리폴리 (1981년 영화)
《갈리폴리》(Gallipoli)는 피터 위어가 감독하고 젊은 멜 깁슨과 마크 리가 주연을 맡은 오스트레일리아의 영화이다.
영화는 제1차 세계대전 동안 오스트레일리아 뉴질랜드 군단에 입대하는 시골 웨스턴오스트레일리아주 출신의 청년들을 이야기한다. 청년들은 튀르키예로 보내저서 갈리폴리 전투에 참가한다.

## 출연

### 주연
- 멜 깁슨
- 마크 리

### 조연
- 빌 헌터
- 로버트 그럽
- 빌 커
- 해롤드 홉킨스
- 팀 맥켄지
- 데이빗 아궤

## 기타
- 협력프로듀서: 마틴 쿠퍼
- 협력프로듀서: 벤 개넌
- 미술: 허버트 핀터

## 같이 보기
- 오스트레일리아 영화